# Safranschirmlinge
Die Safran- oder Grünsporschirmlinge (Chlorophyllum) sind eine mit den Riesenschirmlingen (Macrolepiota) nah verwandte Gattung aus der Familie der Champignonverwandten (Agaricaceae).
Der Name „Safranschirmlinge“ bezieht sich auf das orangerötlich verfärbende Fleisch der Fruchtkörper bei Kontakt mit Luftsauerstoff. Die Bezeichnung „Grünsporschirmlinge“ leitet sich vom wissenschaftlichen Namen Chlorophyllum ab, der übersetzt „Grünblättler“ bedeutet und auf den Lamellen der Typusart Chlorophyllum molybdites basiert, die sich bei Reife durch die grünlichen Sporen entsprechend verfärben.

## Merkmale
Die Gattung bestand zunächst nur aus der Typusart Chlorophyllum molybdites mit deutlich grünlichem Sporenpulver. Die Art ist in den Tropen und Subtropen weit verbreitet, wurde jedoch auch schon in Schottland entdeckt. DNA-Analysen ergaben, dass der heimische Gemeine Safranschirmling (Chlorophyllum rhacodes) sowie einige weitere nah verwandte Arten wie beispielsweise der Olivbraune Safranschirmling (Chlorophyllum olivieri) ebenfalls zu dieser Gattung zählen, obwohl das Sporenpulver und die Lamellen eine cremeweiße bis cremegelbe Farbe aufweisen.

## Gattungsabgrenzung
Der Unterschied zu den Riesenschirmlingen und das gemeinsame Gattungsmerkmal der Safranschirmlinge sind die glatten, nicht genatterten Stiele.

## Arten
Folgende Arten kommen in Europa vor beziehungsweise sind dort zu erwarten.
| Safranschirmlinge (Chlorophyllum) in Europa |                             |                                                  |
| Deutscher Name                              | Wissenschaftlicher Name     | Autorenzitat                                     |
|                                             | Chlorophyllum abruptibulbum | (R. Heim 1968) Vellinga 2002                     |
| Geschlossener Safranschirmling              | Chlorophyllum agaricoides   | (Czern. 1845) Vellinga 2002                      |
| Garten- oder Großknolliger Safranschirmling | Chlorophyllum brunneum      | (Farl. & Burt 1929) Vellinga 2002                |
|                                             | Chlorophyllum molybdites    | (G. Mey. 1818 : Fr. 1821) Massee ex P. Syd. 1900 |
| Olivbrauner Safranschirmling                | Chlorophyllum olivieri      | (Barla 1886) Vellinga 2002                       |
| Gemeiner Safranschirmling                   | Chlorophyllum rhacodes      | (Vittad. 1835) Vellinga 2002                     |
| Gift-Safranschirmling                       | Chlorophyllum venenatum     | (Bon 1979) C. Lange & Vellinga 2004              |

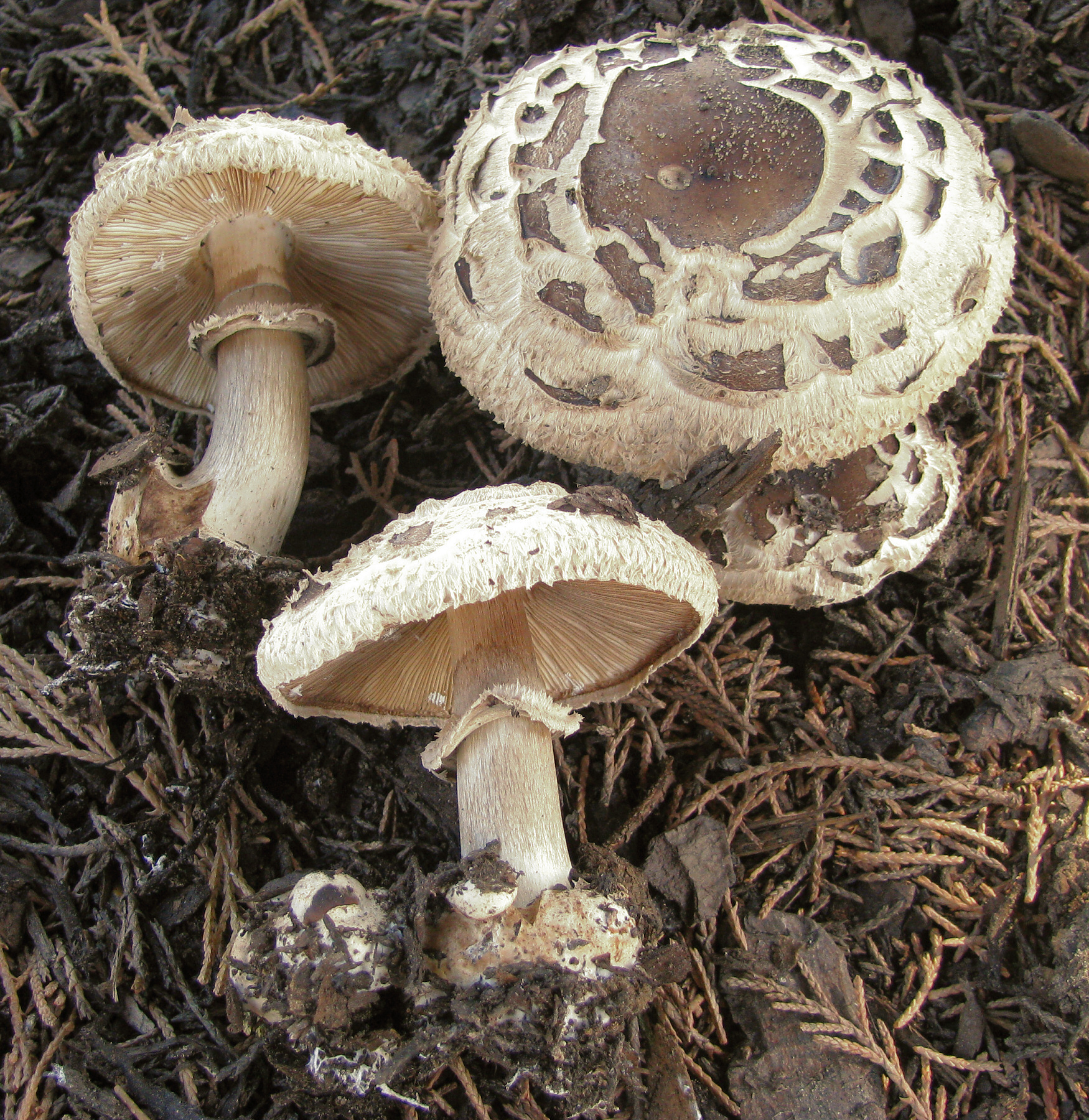
Garten-Safranschirmling Chlorophyllum brunneum
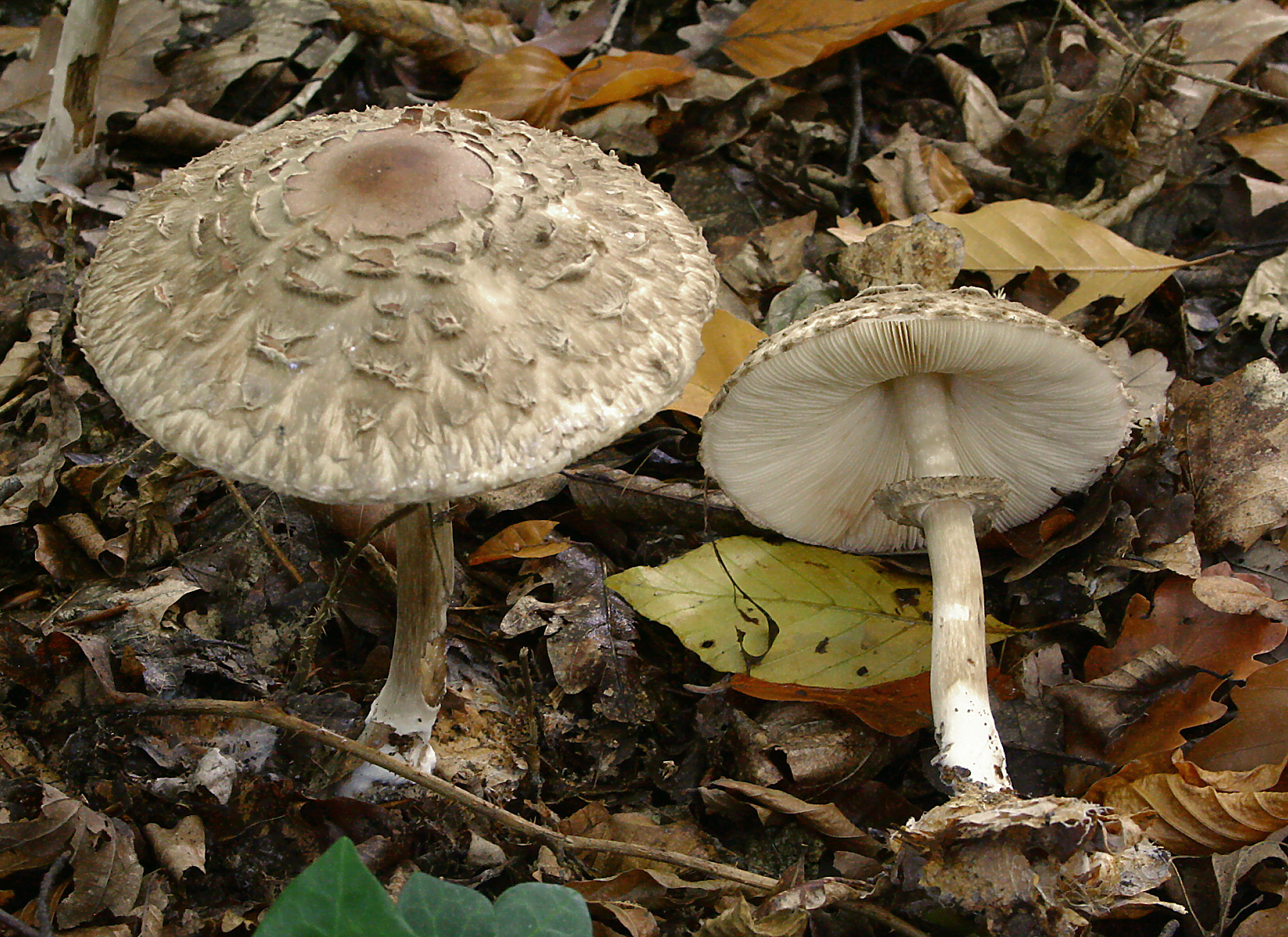
Olivbrauner Safranschirmling Chlorophyllum olivieri
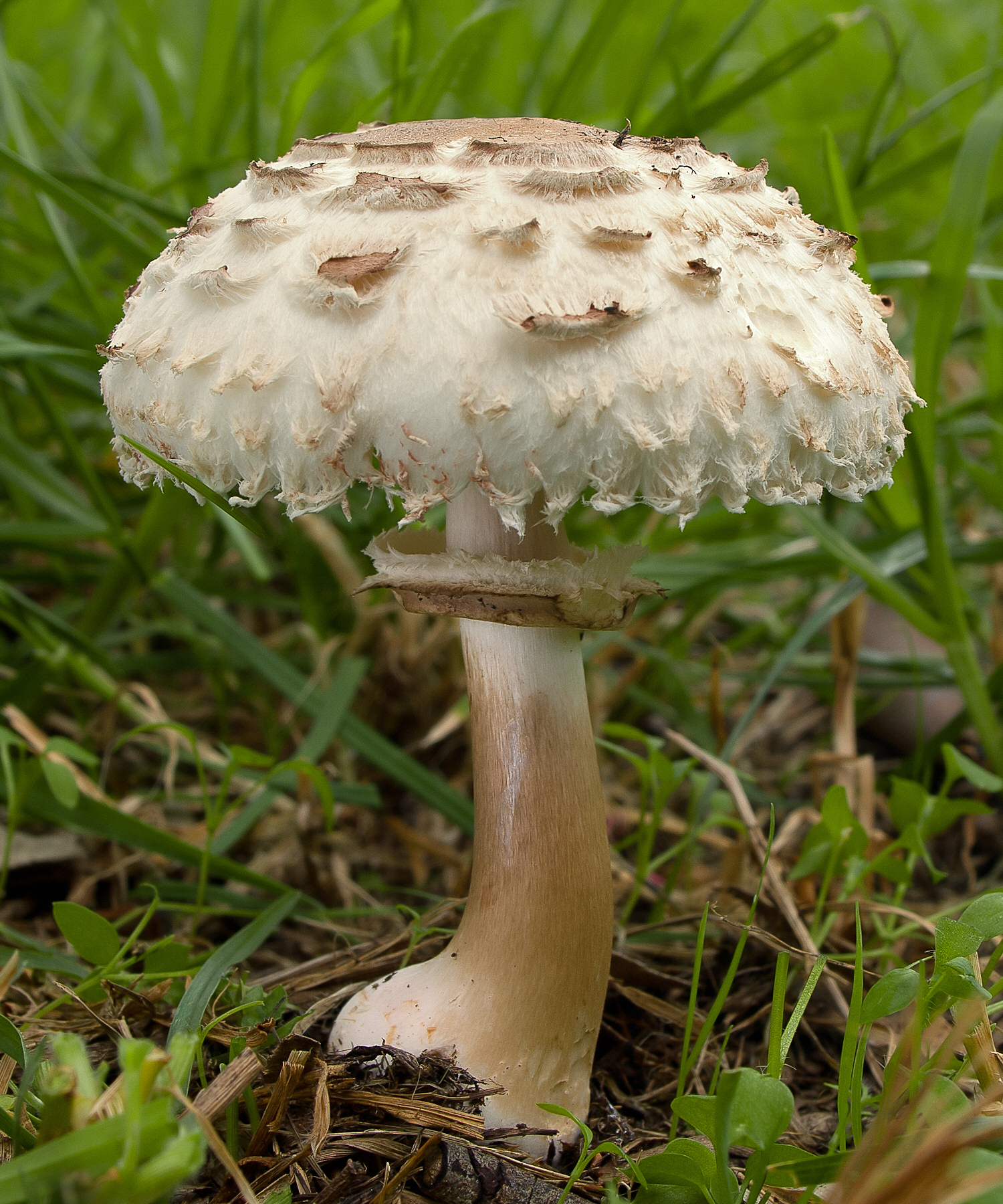
Gemeiner Safranschirmling Chlorophyllum rhacodes
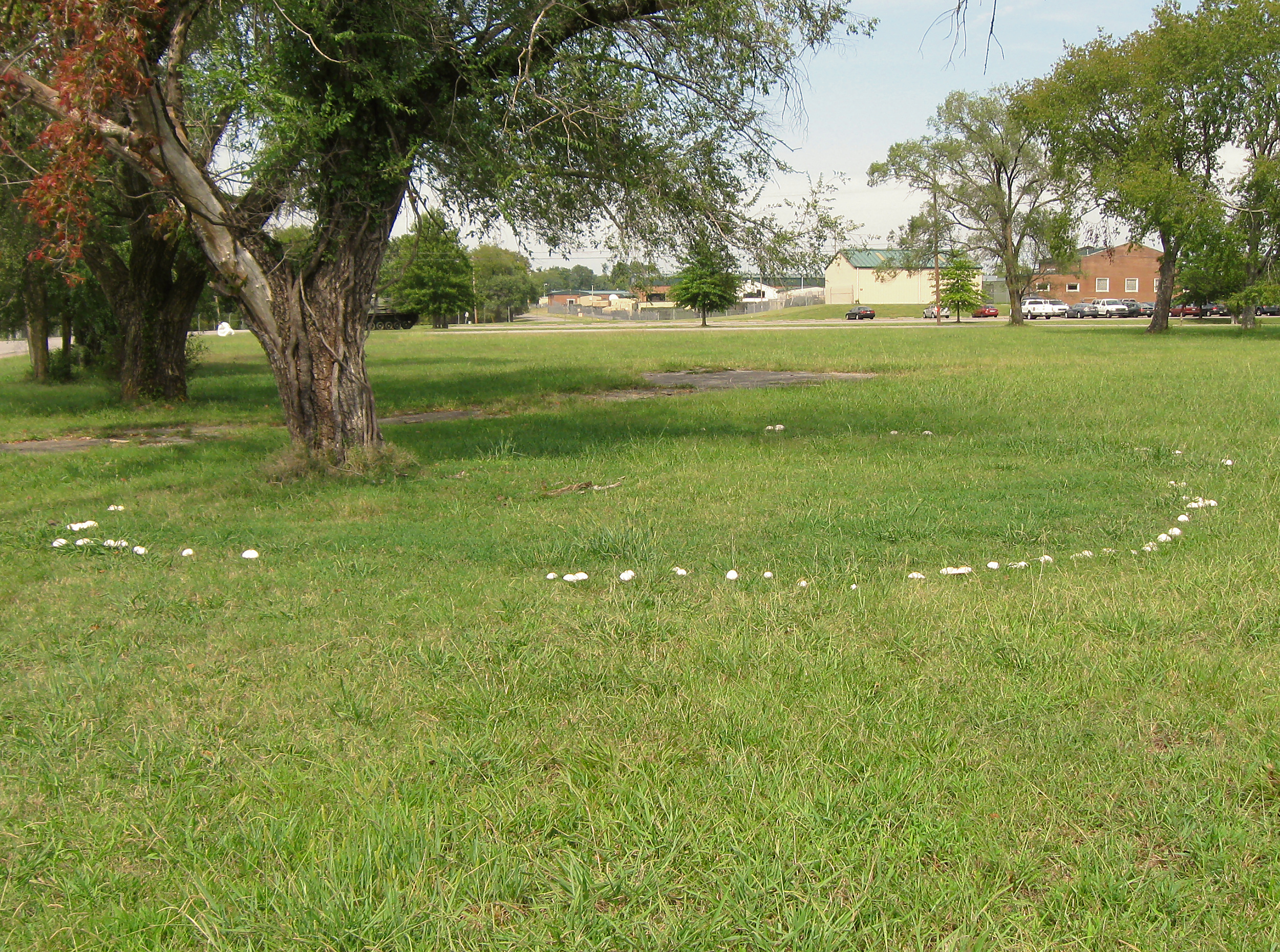
Hexenring aus Fruchtkörpern der Art Chlorophyllum molybdites auf einer Rasenfläche

## Bedeutung
Die Gattung enthält Speisepilze wie den Olivbraunen Safranschirmling. C. molybdites ist giftig und verursacht Vergiftungen mit den Symptomen des Gastrointestinalen Syndroms. Ebenfalls zu den Giftpilzen wird der Gift-Safranschirmling (C. venenatum) gezählt, dessen Berechtigung als eigene Art ist jedoch umstritten ist.